# Amenemhat VI
Sanjibra Amenemhat, o Amenemhat VI, fue un faraón de la dinastía XIII de Egipto, que gobernó de c. 1767 a 1751 a. C. según Detlef Franke. 
Su nombre, Sanjibra, está inscrito en un fragmento del Canon Real de Turín, en el registro VI, 10, y significa "corazón viviente de Ra". Manéthon le llama Amenemes. Hijo de Antef y nieto de Amenemhat V, tuvo un hijo llamado Renseneb, que llegó también a reinar.

## Testimonios de su época
Su nombre se encuentra en el Canon Real de Turín y la Lista Real de Karnak.
También existe un relieve en Karnak, con un cartucho en el que figuran tres nombres: Amenemhat, Intef, Ameni. Estos títulos han sido interpretados por Kim Ryholt como una filiación, pues utilizar dos o tres nombres era práctica habitual en esa época. 
Otros testimonios con su nombre son: un arquitrabe de piedra, en Heliópolis, y varios sellos cilíndricos. 

## Titulatura
| Titulatura | Jeroglífico | Transliteración (transcripción) - traducción - (referencias) |

| G5 |

| G5 |

| S29 | O4 · D21 | N16 · N16 |

| S29 | O4 · D21 | N16 · N16 |

| S29 | O4 · D21 | N16 · N16 |

| S29 | O4 · D21 | N16 · N16 |

| G5 |

| G5 |

| S29 | O4 · D21 | N16 · N16 |

| S29 | O4 · D21 | N16 · N16 |

| S29 | O4 · D21 | N16 · N16 |

| S29 | O4 · D21 | N16 · N16 |

| G16 |

| G16 |

| S29 | S42 | N28 · D36 | G43 |

| S29 | S42 | N28 · D36 | G43 |

| G16 |

| G16 |

| S29 | S42 | N28 · D36 | G43 |

| S29 | S42 | N28 · D36 | G43 |

| G8 |

| G8 |

| S38 | C10 |

| S38 | C10 |

| G8 |

| G8 |

| S38 | C10 |

| S38 | C10 |

| N5 | S29 | S34 | F34 |

| N5 | S29 | S34 | F34 |

| N5 | S29 | S34 | F34 |

| N5 | S29 | S34 | F34 |

| N5 | S29 | S34 | F34 |

| N5 | S29 | S34 | F34 |

| N5 | S29 | S34 | F34 |

| N5 | S29 | S34 | F34 |

| N5 | S29 | S34 | F34 |

| N5 | S29 | S34 | F34 |

| N5 | S29 | S34 | F34 |

| N5 | S29 | S34 | F34 |

| N5 | S29 | S34 | F34 |

| N5 | S29 | S34 | F34 |

| N5 | S29 | S34 | F34 |

| N5 | S29 | S34 | F34 |

| M17 | Y5 · N35 | M17 | M17 | W25 | N35 · X1 · I9 | M17 | Y5 · N35 | G17 | F4 · X1 |

| M17 | Y5 · N35 | M17 | M17 | W25 | N35 · X1 · I9 | M17 | Y5 · N35 | G17 | F4 · X1 |

| M17 | Y5 · N35 | M17 | M17 | W25 | N35 · X1 · I9 | M17 | Y5 · N35 | G17 | F4 · X1 |

| M17 | Y5 · N35 | M17 | M17 | W25 | N35 · X1 · I9 | M17 | Y5 · N35 | G17 | F4 · X1 |

| M17 | Y5 · N35 | M17 | M17 | W25 | N35 · X1 · I9 | M17 | Y5 · N35 | G17 | F4 · X1 |

| M17 | Y5 · N35 | M17 | M17 | W25 | N35 · X1 · I9 | M17 | Y5 · N35 | G17 | F4 · X1 |

| M17 | Y5 · N35 | M17 | M17 | W25 | N35 · X1 · I9 | M17 | Y5 · N35 | G17 | F4 · X1 |

| M17 | Y5 · N35 | M17 | M17 | W25 | N35 · X1 · I9 | M17 | Y5 · N35 | G17 | F4 · X1 |

| M17 | Y5 · N35 | M17 | M17 | W25 | N35 · X1 · I9 | M17 | Y5 · N35 | G17 | F4 · X1 |

| M17 | Y5 · N35 | M17 | M17 | W25 | N35 · X1 · I9 | M17 | Y5 · N35 | G17 | F4 · X1 |

| M17 | Y5 · N35 | M17 | M17 | W25 | N35 · X1 · I9 | M17 | Y5 · N35 | G17 | F4 · X1 |

| M17 | Y5 · N35 | M17 | M17 | W25 | N35 · X1 · I9 | M17 | Y5 · N35 | G17 | F4 · X1 |

| M17 | Y5 · N35 | M17 | M17 | W25 | N35 · X1 · I9 | M17 | Y5 · N35 | G17 | F4 · X1 |

| M17 | Y5 · N35 | M17 | M17 | W25 | N35 · X1 · I9 | M17 | Y5 · N35 | G17 | F4 · X1 |

| M17 | Y5 · N35 | M17 | M17 | W25 | N35 · X1 · I9 | M17 | Y5 · N35 | G17 | F4 · X1 |

| M17 | Y5 · N35 | M17 | M17 | W25 | N35 · X1 · I9 | M17 | Y5 · N35 | G17 | F4 · X1 |